# Don't Stop the Music (álbum)
Don’t Stop the Music es el tercer álbum de estudio del dúo musical estadounidense Brecker Brothers. Fue publicado en junio de 1977 a través de Arista Records.

## Recepción de la crítica
Un escritor no especificado de la revista Cash Box escribió: “Es poco frecuente que los artistas expertos en jazz se abran a tocar el omnipresente ritmo disco. Pero los hermanos Brecker evitan tales límites artificiales en este LP dominado por el jazz pero musicalmente diverso”. En una reseña en retrospectiva para AllMusic, Jason Elias calificó Don't Stop the Music como “uno de los mejores esfuerzos de los Brecker Brothers”.

## Lista de canciones
| Lado uno |                                                                 |          |  |
| N.º      | Título                                                          | Duración |  |
| 1.       | «Finger Lickin' Good» (Randy Brecker, Ticky Brecker)            | 4:00     |  |
| 2.       | «Funky Sea, Funky Dew» (Michael Brecker)                        | 6:12     |  |
| 3.       | «As Long as I’ve Got Your Love» (Doug Billard, Beverly Billard) | 4:15     |  |
| 4.       | «Squids» (R. Brecker)                                           | 7:45     |  |

| Lado dos |                                         |          |  |
| N.º      | Título                                  | Duración |  |
| 1.       | «Don't Stop the Music» (Jerry Friedman) | 6:32     |  |
| 2.       | «Petals» (R. Brecker)                   | 4:22     |  |
| 3.       | «Tabula Rasa» (R. Brecker)              | 8:20     |  |

## Créditos y personal
Créditos adaptados desde las notas de álbum de Don't Stop the Music.
The Brecker Brothers
- Randy Brecker – trompeta, fliscorno

electric frumpet
- Michael Brecker – saxofón tenor, flauta

Músicos adicionales
- Chris Parker – batería (1–3, 5)
- Steve Gadd – batería (4, 6)
- Lenny White – batería (7)
- Will Lee – guitarra bajo, coros
- Don Grolnick – teclados
- Doug Riley – teclados
- Steve Khan – guitarra eléctrica, guitarra eléctrica de doce cuerdas
- Jerry Friedman – guitarra (1), piano eléctrico (5)
- Sandy Torano – guitarra (1, 3)
- Hiram Law Bullock – guitarra (2–4, 6)
- Ralph MacDonald – percusión
- Sammy Figueroa – conga (7)
- Doug and Beverly Billard – coros (3)
- Christine Faith – coros
- Robin Clark – coros
- Josh Brown – coros

Sección de vientos
- Lou Marini – saxofón alto
- Alan Rubin – trompeta
- David Taylor – trombón bajo
- Barry Rogers – trombón
- Michael Brecker – saxofón tenor
- Lew Del Catto – saxofón barítono

Sección de cuerdas
- Aaron Rosand, Guy Lumia, Paul Gershman, Harry Lookofsky, Sanford Allen, Ariana Bronne, Harold Kohon, Matthew Raimondi, Peter Dimitriades – violín
- Lamar Alsop, Richard Maximoff, Alfred Brown – viola
- Jesse Levy, Richard Locker – violonchelo

Personal técnico
- Jack Richardson – productor
- Steve Backer – productor ejecutivo
- Gene Paul – ingeniero de audio
- Tom Heid – grabación técnica
- Cub Richardson – masterización
- Gene Orloff – concertino
- Doug Riley – arreglos

Diseño
- Bob Heimall – director artístico, diseño de portada
- [David] Arky & [John E.] Barrett – fotografía

## Posicionamiento
| Gráfica (1977)                              | Pico de posición |
| ------------------------------------------- | ---------------- |
| Estados Unidos (Billboard Jazz LPs)         | 12               |
| Estados Unidos (Cashbox Top 40 Jazz Albums) | 12               |